# نسور الفضاء
سفينة الفضاء ياماتو (بالإنجليزية: Space Battleship Yamato)‏ المعروفة باللغة العربية بدبلجاتها المتعددة باسم «أبطال الفضاء»، «الرواد الشجعان» و«نسور الفضاء»، سلسلة أنمي يابانية من صنف الخيال العلمي تسرد مغامرات سفينة ياماتو الفضائية التي تمثل أمل كوكب الأرض الوحيد لجلب جهاز لتطهيره من الإشعاعات بعد أن دمرته الحروب النووية في المستقبل البعيد وجعلته يكاد يكون غير مأهول، بالإضافة إلى تهديد مملكة غالمان. تعد هذه السلسلة من الأعمال المميزة للمخرج ليجي ماتسوموتو

## القصة
تم إنتاج الموسم الأول من 26 حلقة في 1974 (و قد كان في الأصل لديه 13 حلقة أخرى مع الكابتن هارلوك، الذي لم يظهر له أي عمل بالعربية) وهو يتحدث عن تحول الشاب اليتيم الطائش «سوسومو» (ديرك في النسخة الأنكليزية) إلى جندي مسؤول تحت قبضة حديدية للقبطان الهرم الطيب القلب «أوكيتا» (افاتار في النسخة الأنكليزية)، وعن حياة رائدة الفضاء الشابة «يوكي» (نوفا بالإنكليزية).
رغم عدم نجاح الموسم الأول إلا أن الفيلم المقتبس عن السلسلة لاقى في اليابان رواجا أكثر من حرب النجوم مما حدا بالشركة بإنتاج موسم ثان من 26 حلقة يستكمل أحداث القصة في 1978 مع تقديم نهاية أفضل للمشاهدين غير الراضين عن الفيلم.
تم إنتاج عديد من الأفلام بعد ذلك حول أخطار جديدة تهدد الإنسانية، إضافة لموسم ثالث من 25 حلقة يعود فيه أوكيتا للحياة ويتهدد البشر خطر انفجار الشمس نتيجة حرب بين مملكتين من الفضاء. تم إنتاج شريط أخير سينمائي طويل جدا احتوى خاتمة القصة التي سردت تهديد الدنجيليو بالتسبب بطوفان لإغراق الأرض. يموت افاتار في هذا الفلم لإنقاذ الأرض ويتزوج البطل برفيقته.
تم إنتاج فيلم سنة 2009 بعد أحداث الخاتمة يجمع الشخصيات من جديد لإعادة نظام شمسي آخر لمكانه لمنع تشكل ثقب أسود يقضي على البشرية. كما تم في 2012 البدأ في سلسلة أنمي جديدة بعنوان «سفينة الفضاء ياماتو 2199» تعيد إنتاج الموسمين الأولين الأصليين.

## الدبلجة العربية
قامت أستوديوهات الأراضي المقدسة والمنتج بسام حجاوي بإنتاج دبلجة أردنية عربية للجزء الأول سنة 1983 تحت عنوان «أبطال الفضاء»، ثم الجزء الثاني سنة 1984 تحت عنوان «الرواد الشجعان». اعتمدت هذه الدبلجة على النسخة الأمريكية بما في ذلك الأسماء ومونتاج الموسيقى.
الأصوات الأردنية:
- ديريك (سوسومو): تيسير عطية
- نوفا (يوكي): إيمان هايل
- بينشر: أشرف أباظة
- أوكيتا (افاتار) / الراوي: نبيل المشيني
- إنفيديا: ريم سعادة
- ديسلوك: زهير النوباني (ج 1)، محمد حلمي (ج 2)

بعد حوالي 20 عاما تم بيع حقوق النسخة العربية مرة أخرى فقامت شركة مصرية بدبلجة الجزء الأول تحت عنوان «نسور الفضاء». لكن هذه الدبلجة عانت من ضعف في الأداء ومعالجة الصوت [بحاجة لمصدر]، كما غيرت الأسماء إلى أسماء عربية من قبيل زياد (ديرك) ونورة (نوفا) ومختار (افاتار) وماجد (بينشر) وغيرهم، لكنها اعتمدت أيضا على النسخ الإنكليزية.
قامت شركة فانيه في سوريا لاحفا بدبلجة الجزء الثاني تحت عنوان «نسور الفضاء – الجزء الثاني» مع الاحتفاظ بأسماء النسخة المصرية.
لم تقع دبلجة الجزء الثالث من السلسلة أو أي من أفلامها.

## وصلات خارجية
- نسور الفضاء على موقع IMDb (الإنجليزية)
- نسور الفضاء على موقع أول موفي (الإنجليزية)
- نسور الفضاء على موقع كينوبويسك (الروسية)
- نسور الفضاء على موقع قاعدة بيانات الفيلم (الإنجليزية)
- نسور الفضاء على موقع ANN anime (الإنجليزية)